# Nebularna hipoteza
Nebularna hipoteza, nebularna teorija ili Kant-Lapsova hipoteza je  naziv za prve rasprave iz 18. veka o nastanku Sunčevog sistema iz oblaka materije koji je lebdeo u svemiru. Prema zamisli Imanuela Kanta objavljenoj u delu Opšta istorija prirode i teorija neba (nem. Allgemeine Naturgeschichte und Theorie des Himmels, 1755) hladni oblak prašine stezao se zbog vlastite privlačne gravitacione sile i pritom se počeo vrteti. Prvu matematički obrazloženu nebularnu teoriju postavio je Pjer Simon Laplas u delima Sistem sveta (fra. Exposition du système du monde, 1796) i Nebeska mehanika (fra. Mécanique Celeste, 1799. – 1825). Prasunce je zamislio kao užarenu maglinu koja se vrti. Pretpostavio je da se vrtnja ubrzavala kako se maglina stezala te da su se spoljašnji delovi magline zbog velike centrifugalne sile odvajali u obliku prstenova, hladili i udaljavali od središta. Od prstenova su nastajale planete, a njihovi su sateliti nastajali jednakim procesom pri ubrzavanju rotacije planeta. Pretpostavio je da su udaljenije planete starije od planeta bližih Suncu. Opažena kretanja Saturnovih satelita i prstena bila su u skladu s Laplasovom hipotezom, ali je ugaona količina kretanja Sunca bila manja od očekivane to jest prema Laplasovoj hipotezi Sunce bi se trebalo vrteti znatno brže.
Prema nebularnoj hipotezi, zvezde se formiraju u masivnim i gustim oblacima molekularnog vodonika—gigantskim molekularnim oblacima (GMC). Ti oblaci su gravitaciono nestabilni, i materija se spaja unutar njih u manje gušće nakupine, koje zatim rotiraju, kolapsiraju, i formiraju zvezde. Formiranje zvezda je kompleksan proces, koji uvek proizvodi gasne protoplanetarne diskove, proplide, oko mlade zvezde. To može dovesti do rađanja planeta u određenim okolnostima, koje nisu dovoljno poznate. Smatra se da je formiranje planetarnih sistema prirodni ishod formiranja zvezda. Formiranje zvezde poput Sunca se obično odvija tokom perioda od oko 1 miliona godina, dok protoplanetarni disk evoluira u planetarni sistem tokom sledećih 10–100 miliona godina.
Protoplanetarni disk je akrecioni disk koji hrani centralnu zvezdu. Inicijalno veoma vruć, disk se kasnije hladi u ono što je poznato kao stadijum T Tauri zvezda; ovde je moguće formiranje malih zrna prašine od kamena i leda. Ta zrna se na kraju koagulišu u planetezimale kilometarske veličine. Ako je disk dovoljno masivan, dolazi do nezavisnog srastanja, koje dovodi tokom perioda od 100.000 do 300.000 godina do formiranja planetarnih embriona u rasponu veličina od Meseca do Marsa. U blizini zvezde, planetarni embrioni prolaze kroz stadijum nasilnog spajanja, čime se formira nekoliko terestičkih planeta. Zadnji stupanj isto tako traje oko 100 miliona do milijardu godina.
Formiranje gigantskih planeta je komplikovaniji proces. Smatra se da se odvija izvan linije mraza, pri čemu su planetarni embrioni uglavnom sastavljeni od raznih tipova leda. Rezultat toga je da su oni nekoliko puta masivniji od unutrašnjeg dela protoplanetarnog diska. Do čega dolazi nakon embrionskog formiranja nije potpuno jasno. Izgleda da neki embrioni nastavljaju da rastu i da konačno dosežu prag vrednosti od 5–10 Zemljinih masa, što je neophodno da bi započelo nagomilavanje vodnično–helijumskog gasa oko diska. Akumulacija gasa oko jezgra je u početku spor proces, koji se nastavlja tokom nekoliko miliona godina, ali nakon što formirajuća protoplaneta dosegne oko 30 Zemljinih masa (M🜨) proces se znatno ubrzava. Smatra se da su planete poput Jupitera i Saturna akumulirale najveći deo njihove mase tokom samo 10.000 godina. Akrecija se zaustavlja kada se gas iscrpi. Formirane planete mogu da migriraju preko velikih rastojanja tokom ili nakon njihovog formiranja. Smatra se da su ledeni džinovi poput Urana i Neptuna neuspela jezgra, koja su formirana suviše kasno kad je disk već skoro bio nestao.

## Današnje viđenje nebularne teorije
Današnji stav rezultat je iskustva brojnih istraživača, proverenog neposrednim podacima o fizičkom stanju tela, o sastavu njihovih atmosfera, reljefu, hemijskoj i mineraloškoj strukturi, radioaktivnom datiranju, magnetskom polju, gravitacijskom polju. Od teorije Imanuela Kanta (1755) i Pjer Simona Laplasa (1796) preuzeta je ideja o nastanku Sunca i planeta iz međuzvezdane magline (nebularna teorija). Kant je pošao od predodžbe hladnog oblaka prašine u kojem se prilikom gravitacijskog stezanja rotacija javlja sama od sebe - što nije moguće (unutarnje sile ne mogu od haotičnog kretanja da dovedu do uređenog). Kant ne ide dalje od opštih prirodoslovno-filozofskih postavki. Laplasova teorija je prva metamatički obrađena teorija. Laplas pretpostavlja da već postoji usijana maglina koja rotira te prati kako se maglica hladi, steže i ubrzava vrtnju. Današnji sled argumenata je drukčiji: maglica se ne steže zbog hlađenja, već zbog prevlasti gravitacijskog privlačenja, a pritom se, uz ubrzanje rotacije, gravitacijskom energijom zagreva. Kada postignu brzinu kruženja, spoljašnji delovi magline više ne pritiskaju na središnje delove. Postali su samostalni i imaju oblik prstena. Središnja se masa dalje steže i time razdvaja od prstena. Od prstena nastaju planete. Planete bi tako morale nastati postupnim stezanjem središnje mase koja za sobom redom ostavlja prstenove. A sateliti bi morali nastati istim procesom pri ubrzavanju rotacije planeta, koja je po Laplasu na početku takođe gasovita. Postoji još jedan bitan nedostatak teorije. Ostavivši samostalan prsten, centralna masa bi pri stezanju trebala da zadrži veći deo ugaone količine kretanja. Dokaz protiv teorije je i kretanje Saturna i njegovih prstenova: unutarnji delovi Saturnova prstena kreću se brže od Saturnove površine; slično se i Fobos kreće brže od Marsove površine. Po današnjem tumačenju nebularne teorije maglina ne dolazi u stanje nestabilnosti zbog rotacije. Osim toga, u odvojenom prstenu pre će doći do retrogradne rotacije planeta nego do direktne. Teorije Kanta i Laplasa napuštene su početkom 20. veka uglavnom stoga što nisu uspele da ispravno predvide raspodelu količine kretanja.

## Literatura
- Williams, Iwan P.; Cremin, Alan William (1968). „A survey of theories relating to the origin of the solar system”. Quarterly Journal of the Royal Astronomical Society. 9: 40–62. Bibcode:1968QJRAS...9...40W.
- See, T. J. J. (1909). „The Past History of the Earth as Inferred from the Mode of Formation of the Solar System”. Proceedings of the American Philosophical Society. 48 (191): 119—128. JSTOR 983817.
- Michael Mark (1993). „The Solar System: Its Origin and Evolution”. Journal of the Royal Astronomical Society. 34: 1—20. Bibcode:1993QJRAS..34....1W. „Physics Department, University of New York”
- Woolfson, Michael Mark (1984). „Rotation in the Solar System”. Philosophical Transactions of the Royal Society of London. 313 (1524): 5. Bibcode:1984RSPTA.313....5W. S2CID 120193937. doi:10.1098/rsta.1984.0078.
- Benjamin Crowell (1998—2006). „5”. Conservation Laws. lightandmatter.com. ISBN 0-9704670-2-8.
- J. R. Dormand; Michael Mark Woolfson (1971). „The capture theory and planetary condensation”. Monthly Notices of the Royal Astronomical Society. 151 (3): 307. Bibcode:1971MNRAS.151..307D. doi:10.1093/mnras/151.3.307 .
- Dormand, J. R.; Woolfson, Michael Mark (1977). „Interactions in the early solar system”. Monthly Notices of the Royal Astronomical Society. 180 (2): 243—279. Bibcode:1977MNRAS.180..243D. doi:10.1093/mnras/180.2.243 .
- Van Flandern, T. 1999. Dark Matter, Missing Planets, and New Comets. North Atlantic.
- Van Flandern, T. 2007. The challenge of the exploded planet hypothesis. Intl. J. Astrobiol. 6: 185- 97.
- Van Flandern, T. 2008. Our Original Solar System-a 21st Century Perspective. MetaRes. Bull. 17: 2–26.
- MetaResearch („Meta Research (Innovative astronomy research)”. Архивирано из оригинала 2008-05-27. г. Приступљено 2008-07-02.
- „Unusual Theories of How the Solar System Was Formed”. 13. 4. 2019.
- Herndon, J. Marvin (2005-06-30). „Whole-Earth Decompression Dynamics”. ResearchGate. Приступљено 2016-07-16. „Whole-Earth decompression is the consequence of Earth formation from within a Jupiter-like protoplanet with subsequent loss of gases and ices and concomitant rebounding.”
- Prentice, Andrew J. R. (1978). „Origin of the solar system. I — Gravitational contraction of the turbulent protosun and the shedding of a concentric system of gaseous Laplacian rings”. The Moon and the Planets. 19 (3): 341—398. Bibcode:1978M&P....19..341P. S2CID 123376299. doi:10.1007/BF00898829.
- Ferreira, J.; Dougados, C.; Cabrit, S. (2006). „Which jet launching mechanism(s) in T Tauri stars?”. Astronomy & Astrophysics. 453 (3): 785. Bibcode:2006A&A...453..785F. S2CID 7067530. arXiv:astro-ph/0604053 . doi:10.1051/0004-6361:20054231.
- Nigel Henbest (1991). „Birth of the planets: The Earth and its fellow planets may be survivors from a time when planets ricocheted around the Sun like ball bearings on a pinball table”. New Scientist. Приступљено 2008-04-18.
- Safronov, Viktor Sergeevich (1972). Evolution of the Protoplanetary Cloud and Formation of the Earth and the Planets. Israel Program for Scientific Translations. ISBN 0-7065-1225-1.
- George W. Wetherill (1989). „Leonard Medal Citation for Victor Sergeevich Safronov”. Meteoritics. 24 (4): 347. Bibcode:1989Metic..24..347W. doi:10.1111/j.1945-5100.1989.tb00700.x.
- Kokubo, Eiichiro; Ida, Shigeru (2002). „Formation of Protoplanet Systems and Diversity of Planetary Systems”. Astrophysical Journal. 581 (1): 666. Bibcode:2002ApJ...581..666K. doi:10.1086/344105 .
- Lissauer, J. J. (2006). „Planet Formation, Protoplanetary Disks and Debris Disks”.  Ур.: L. Armus; W. T. Reach. The Spitzer Space Telescope: New Views of the Cosmos. 357. Astronomical Society of the Pacific Conference Series. стр. 31. Bibcode:2006ASPC..357...31L.
- Zeilik, Michael A.; Gregory, Stephan A. (1998). Introductory Astronomy & Astrophysics (4th изд.). Saunders College Publishing. ISBN 0-03-006228-4.
- „Planet Quest, Terrestrial Planet Finder”. NASA Jet Propulsion Laboratory. Архивирано из оригинала 2008-02-08. г. Приступљено 2008-02-01.
- Jean Schneider. „The extrasolar planets encyclopedia”. Paris University. Приступљено 2008-03-13.
- Weaver, D.; Villard, R. (2007-01-31). „Hubble Probes Layer-cake Structure of Alien World's Atmosphere”. University of Arizona, Lunar and Planetary Laboratory (Press Release). Приступљено 2007-08-15.
- Ballester, Gilda E.; Sing, David K.; Herbert, Floyd (2007). „The signature of hot hydrogen in the atmosphere of the extrasolar planet HD 209458b”. Nature. 445 (7127): 511—4. Bibcode:2007Natur.445..511B. PMID 17268463. S2CID 4391861. doi:10.1038/nature05525. hdl:10871/16060 .
- Benjamin Crowell (2008). „Vibrations and Waves”. Архивирано из оригинала 08. 04. 2011. г. Приступљено 2008-02-01.
- Tsiganis, K.; Gomes, R.; Morbidelli, A.; Levison, H. F. (2005). „Origin of the orbital architecture of the giant planets of the Solar System”. Nature. 435 (7041): 459—61. Bibcode:2005Natur.435..459T. PMID 15917800. S2CID 4430973. doi:10.1038/nature03539.
- Lissauer, J. J. (2006). „Planet Formation, Protoplanetary Disks and Debris Disks”.  Ур.: L. Armus and W. T. Reach. The Spitzer Space Telescope: New Views of the Cosmos. 357. Astronomical Society of the Pacific Conference Series. стр. 31. Bibcode:2006ASPC..357...31L.
- Fogg, M. J.; Nelson, R. P. (2007). „On the formation of terrestrial planets in hot-Jupiter systems”. Astronomy & Astrophysics. 461 (3): 1195—1208. Bibcode:2007A&A...461.1195F. S2CID 119476713. arXiv:astro-ph/0610314 . doi:10.1051/0004-6361:20066171.

## Spoljašnje veze
- Proctor, Richard A. (1879). „Nebular Hypothesis”. The American Cyclopædia.